# Будівля Центру соціально-психологічної реабілітації дітей

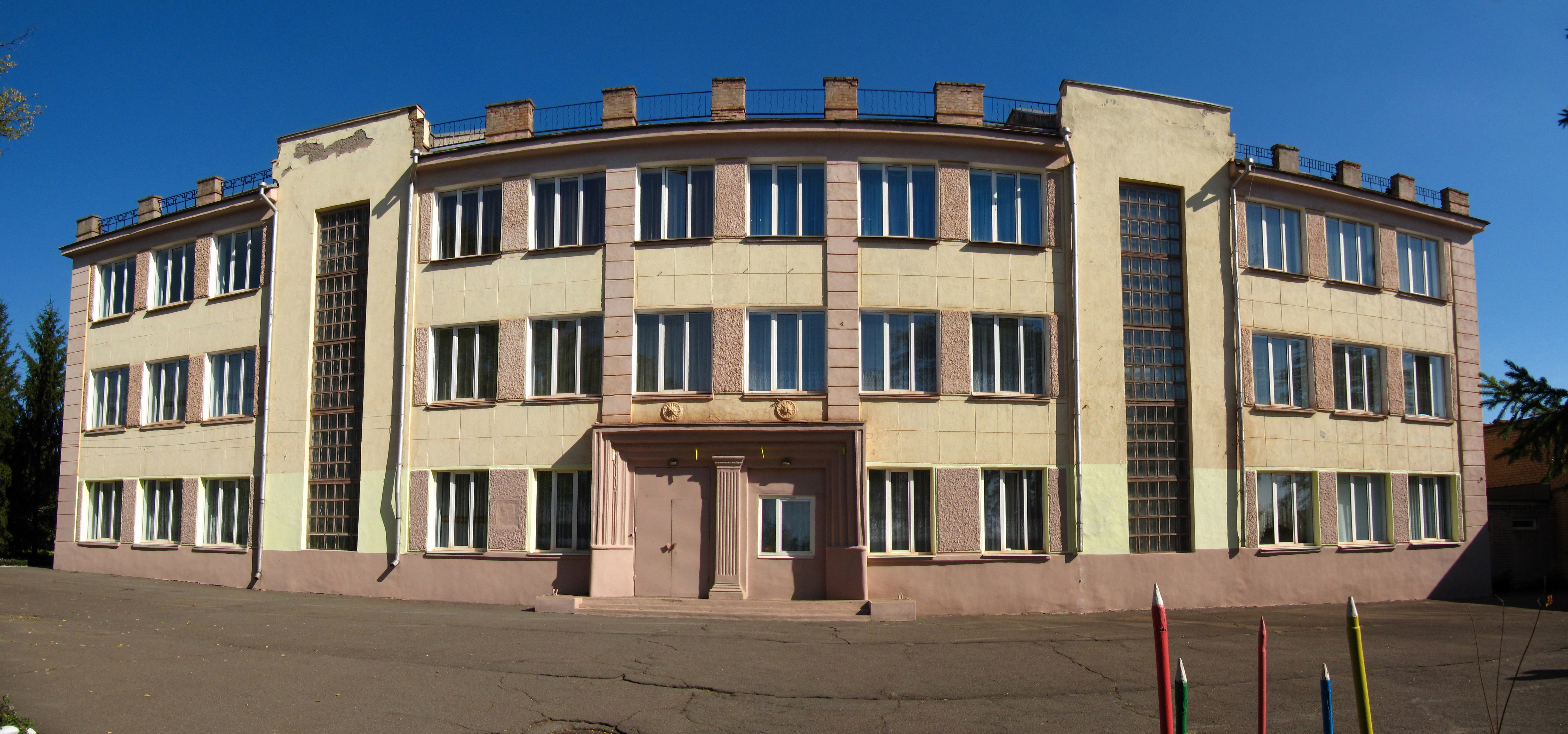

Школа, в якій навчався (1925—1932 рр.) Герой Радянського Союзу Скляр Г. А. (1917—1943 рр.) — загинув на Курській дузі 19.07.1943 р — взята на облік в 1970 р. Пам'ятка знаходиться в Саксаганському районі, вул. Озерна, 17, колишня СШ № 32, нині «Центр соціально-психологічної реабілітації дітей»

## Передісторія
Середня школа № 32 бере початок від Шмаківської 3-класної школи, побудованої в 1906 р. У 1922 р. реорганізована в семирічку. У 1923—1935 рр. мала назву фабрично-заводської семирічки. У 1935 р. одержала статус середньої школи. Будівля колишньої школи № 32, в якій навчався Г. А. Скляр у 1925—1932 рр. зруйнована під час Другої світової війни. В 1967 р. відповідно до Постанови Криворізького Міськвиконкому від 05.02.1965 р. була встановлена меморіальна дошка на фасаді відбудованої після війни споруди.
Рішенням Дніпропетровського облвиконкому № 618 від 08.08.1970 р. будівля школи взята на облік як пам'ятка історії (№ 1687).
До 1982 р. школа розташовувалася в районі рудоуправління ім. Карла Лібкнехта. У 1982 році одержала нову споруду на мікрорайоні Зарічний. За рішенням Криворізького виконкому від 27.01.1987 р. № 21 меморіальну дошку зі старої будівлі школи № 32 по вул. Озерна, 17, було перенесено на нову будівлю СШ № 32 у мікрорайоні 7-му Зарічному, буд. 7.

## Відомі учні

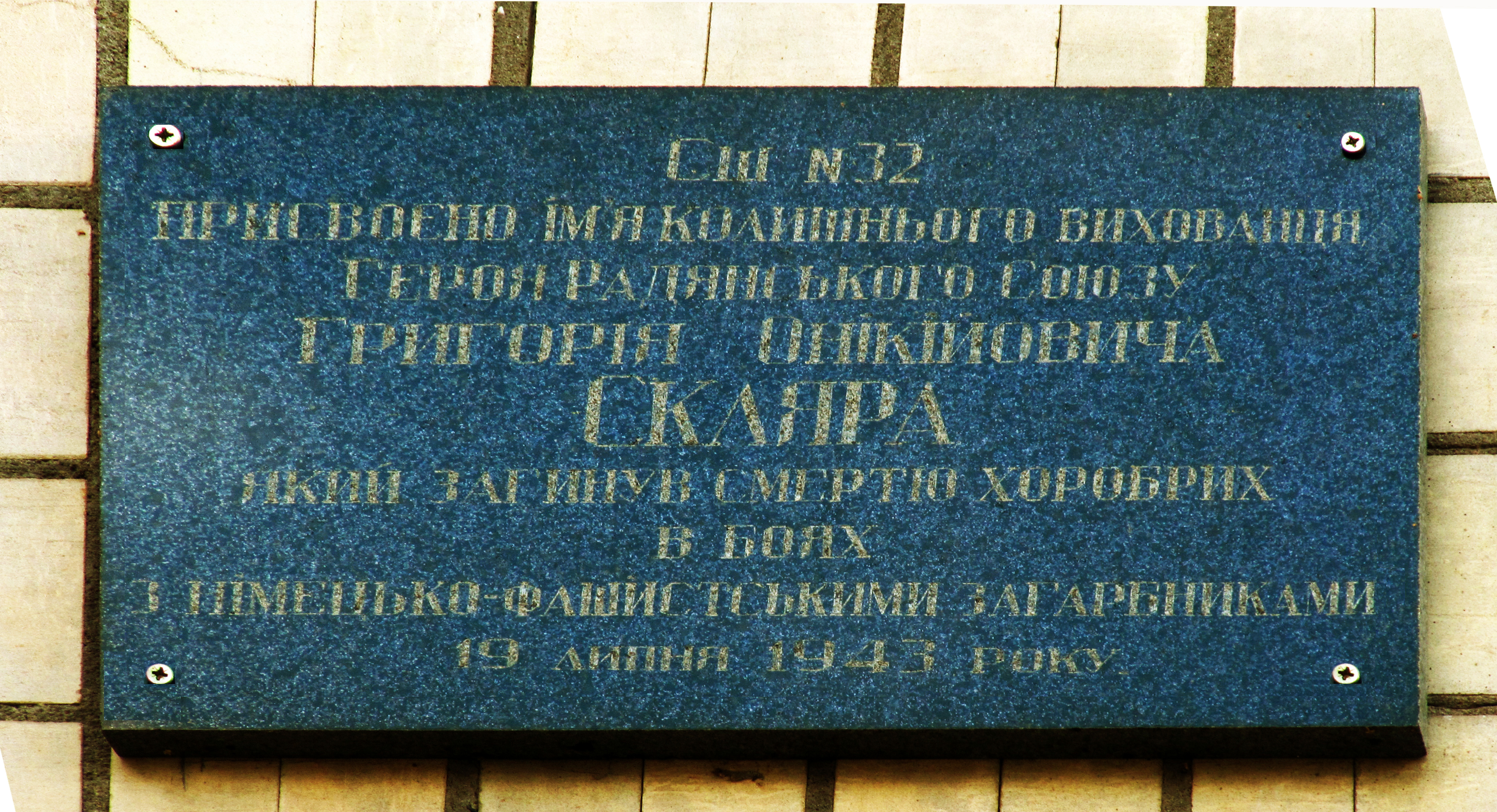
Пам'ятна дошка на новій будівлі школи № 32 у Кривому Розі

Скляр Григорій Оникійович (1917—1943) народився у Кривому Розі, навчався у школі № 32 (1925—1932). В армії з 1938 р. Учасник Другої світової війни з серпня 1941 р., командир батальйону 221 гвардійського стрілецького полку 77 гвардійської стрілецької дивізії. Відзначився в бою за висоту Козачий Курган (район Сталінграда), де 3 доби стримував атаки супротивника. Загинув 19.07.1943 р. у бою за с. Однониток Бєлгородської області, відбив атаку 12 танків, 7 знищив. Похований на місці подвигу. Звання Героя Радянського Союзу отримав посмертно 4.06.1944 р. Нагороджений орденом Леніна, Червоної Зірки. Ім'я на стелі Героїв у Кривому Розі. В 1967 р. на фасаді будівлі СШ № 32 була встановлена дошка з мармуру (розмір дошки — 0,7х0,52 м), яка свідчила про присвоєння школі ім'я Героя Радянського Союзу Григорія Оникійовича Скляра, колишнього вихованця школи, який загинув смертю хоробрих в боях з німецько-фашистськими загарбниками 19.07.1943 р.

## Пам'ятка

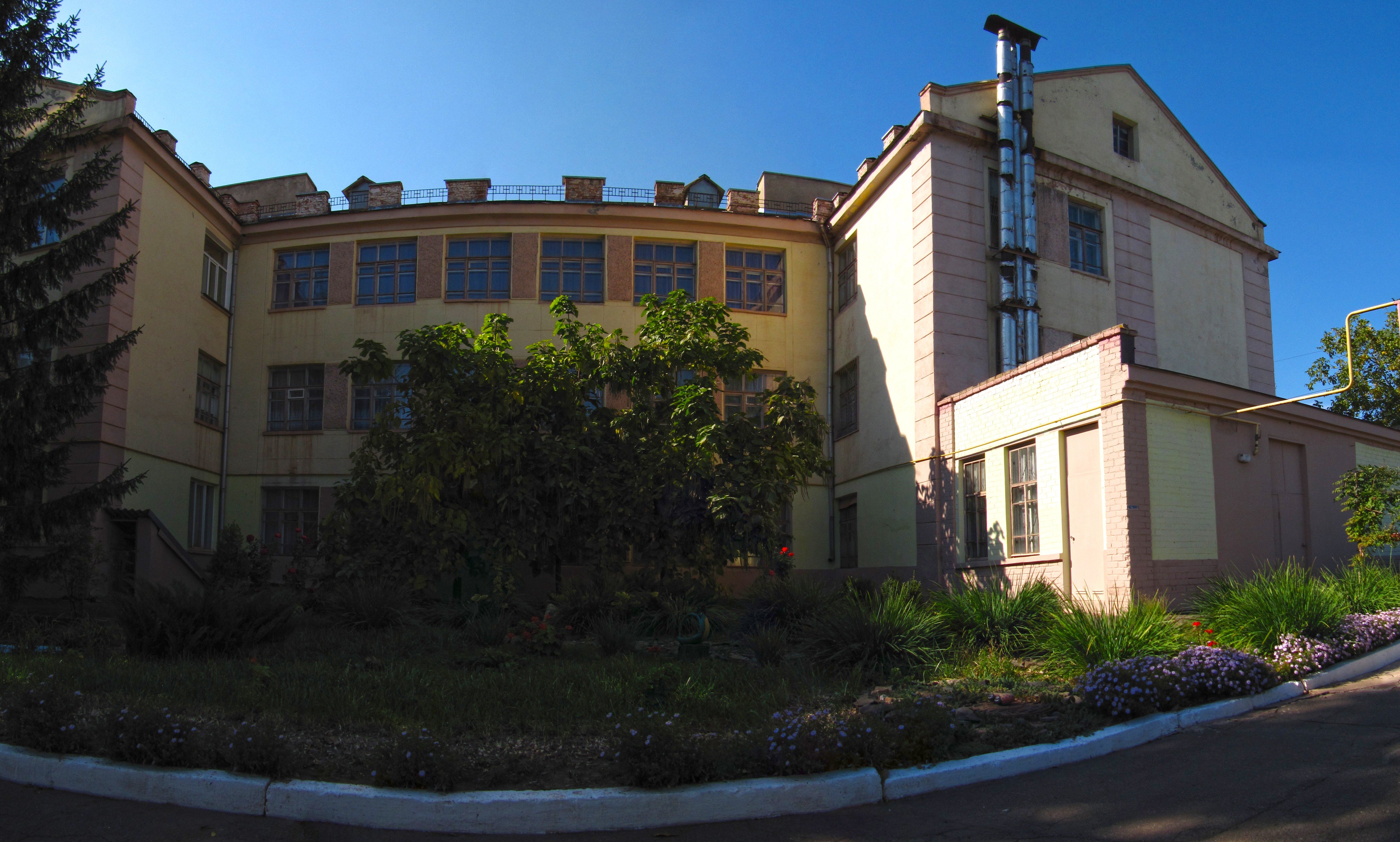

Будівля колишньої школи № 32, в якій навчався Г. А. Скляр у 1925—1932 рр. зруйнована. На її місці розташовується комунальний заклад «Навчально-виховний дитячий соціально-реабілітаційний комплекс». Будівля цегляна, триповерхова, висота 14,0 м.
Меморіальна дошка на честь Героя Радянського Союзу Скляра Григорія Олексійовича — відсутня. Меморіальна дошка з мармуру (розмір дошки — 0,7х0,52 м) була закріплена на чотири металевих болта, містила 10-рядковий напис українською мовою великими та маленькими літерами: «Цій школі / присвоєне ім'я / Героя Радянського Союзу / Григорія Оникійовича / СКЛЯРА / колишнього вихованця / школи, який загинув / смертю хоробрих в боях / з німецько-фашистськими / загарбниками 19.07.1943 р.».